# محسوم ووتش
محسوم ووتش (محسوم/מחסום بالعبرية: حاجز، ووتش/Watch بالإنجليزية: مراقبة) هي جمعية حقوقية أسستها مجموعة من النساء الإسرائيليات لمراقبة تصرفات الجنود ورجال الشرطة الإسرائيليين عند نقاط التفتيش والحواجز في الضفة الغربية وتوثيقها. يقوم أعضاؤها أيضًا بمتابعة الإجراءات في المحاكم العسكرية، ومساعدة الفلسطينيين الذين يعبرون نقاط التفتيش الخاضعة لتقييدات الجيش الإسرائيلي. تتألف الجمعية الموصوفة بأنها "تعددية سياسيًا" برمّتها من نساء إسرائيليات، تميلن إلى التمتع بـ"خلفية ليبرالية أو يسارية". كلمة "محسوم" هي كلمة عبرية (מחסום) تعني "حاجز"، في إشارة إلى نقاط التفتيش التابعة للجيش الإسرائيلي التي تتحكم بحركة الفلسطينيين بين أجزاء مختلفة من الضفة الغربية المحتلة وبين الضفة الغربية وإسرائيل.
تتضمن غايات الجمعية مراقبة سلوك الجنود والشرطة عند نقاط التفتيش بغية ضمان حماية الحقوق الإنسانية والمدنية للفلسطينيين الذين يحاولون دخول إسرائيل، وتسجيل نتائج مشاهداتها للإبلاغ عنها إلى أوسع جمهور ممكن، بدءًا من صانعي القرار وحتى عامة الناس. كما يرى بعض الأعضاء أن دورهم هو الاحتجاج على وجود نقاط التفتيش.

## نشاطات

### توثيق ممارسات الجنود الإسرائيليين على الحواجز
يزور متطوعو الجمعية نقاط التفتيش في ورديات يومية مدتها 4-2 ساعات، صباحًا وبعد الظهر، حيث يقفون على مقربة من الجنود الإسرائيليين وممثلي الأجهزة الأمنية الأخرى، حتى يتمكنوا من مراقبة تفاعلهم مع الفلسطينيين. يوثّق المتطوعون مشاهداتهم كلاميًا وفوتوغرافيًا، كما ويحاولون التأثير على الجنود ليمكّنوا الفلسطينيين من المرور بشكل آمن وغير معرقَل عبر الحواجز مع معاملتهم باحترام. يتم ذلك أولًا من خلال التوجّه المباشر للجنود، وعند إخفاق محاولتهم يلجأ المتطوعون إلى الاتصال بالرتب العسكرية العليا ووسائل الإعلام والسياسيين الإسرائيليين. توثيقًا لنشاط الجمعية بما يتعلق بتصرفات الجنود في نقاط التفتيش، ينشر الأعضاء تقارير يومية، شهرية وسنوية، ينظّمون معارض للصور ويعرضون الأفلام ومقاطع الفيديو على موقع الجمعية باللغتين العبرية والإنجليزية.

### التوثيق في مراكز الاحتجاز العسكرية والمحاكم العسكرية
تعتبر المنظمة اعتقال الفلسطينيين وسجنهم وسيلة إضافية للسيطرة على السكان وتقييد حريتهم في الحركة. منذ ديسمبر 2005، يراقب أعضاؤها الإجراءات القانونية التي تجري في مركز الاعتقال الرئيسي في المجمع الروسي في القدس، مركز الاعتقال في بيتاح تكفا، المحكمة العسكرية المركزية ومحكمة الاستئناف في سجن عوفر، مرفق الاحتجاز القريب من نابلس، المحكمة العسكرية الواقعة بالقرب من قرية سليم في نابلس ومحاكمات الفلسطينيين في القدس الشرقية التي تجري في محاكم مدنية إسرائيلية. تتابع الجمعية مراحل مداولات المحكمة، وصولًا إلى الأحكام والعقوبات الصادرة منها.

### أنشطة في القرى الفلسطينية
يزور أعضاء الجمعية القرى الفلسطينية لإجراء فعاليات مشتركة مع النساء هناك، مثل دراسة اللغات والعمل على تحسين جودة الحياة في القرى، وذلك من خلال المساعدة في الاتصال بالإدارة المدنية. كما ويقدمون تقارير عن ممارسات الجيش الإسرائيلي، مثل كبح المظاهرات في البلدات الفلسطينية واعتقال الفلسطينيين.

### المساعدة في مسائل بيروقراطية
يقوم فريق خاص من المتطوعين بمساعدة الفلسطينيين الذين ثناهم الشاباك أو الشرطة عن دخول إسرائيل بغرض العمل، التجارة أو السفر إلى الخارج. فضلًا عن ذلك، يقدم الناشطون المساعدة لتطوير البنية التحتية للمياه والكهرباء في القرى من خلال الاتصالات مع مكاتب التنسيق المحلية في الضفة الغربية ومن خلال تقديم مناشدات نيابةً عن الفلسطينيين الذين حوصرت أراضيهم الزراعية في منطقة التماس.

### التفاعل مع الجمهور
يجري الناشطون جولات وسط الضفة الغربية، غور الأردن، القدس وضواحيها باللغتين العبرية والإنجليزية، وذلك على طول طرق تحتوي على نقاط تفتيش وحواجز، ويلتقي المشاركون بالفلسطينيين في قراهم.

### البنية التنظيمية
محسوم ووتش هي منظمة نسائية. أنشطتها تطوعية وتُنفَّذ في أربع مناطق: القدس والمناطق الوسطى، الشمالية والجنوبية من الضفة الغربية. تُتّخَذ القرارات من خلال تصويت إجمالي أعضائها، والعضوية مفتوحة لأي امرأة تتوافق مواقفها مع الأجندة السياسية للمنظمة، أي مناهضة الاحتلال والسياسة المُتَّبعة في الأراضي المحتلة. يُصوَّت على القرارات في الاجتماعات العامة للمنظمة، والتي يمكن لكل عضو أن يشارك فيها لمناقشة قضايا مبدئية متعلقة بأنشطة المنظمة.